# Duncanville (série de televisão)
Duncanville é uma série de animação adulta americana cocriada por Amy Poehler, Mike Scully e Julie Scully para a Fox Broadcasting Company. A série é estrelada por Amy Poehler, Ty Burrell, Riki Lindhome, Zach Cherry, Yassir Lester, Betsy Sodaro, Rashida Jones, Joy Osmanski e Wiz Khalifa. A série estreou em 16 de fevereiro de 2020. Em abril de 2020, a Fox renovou a série para uma segunda temporada que estreou em 23 de maio de 2021 nos Estados Unidos. Em abril de 2021, antes da estreia da segunda temporada, a série foi renovada para uma terceira temporada.

## Enredo
Duncanville centra-se na vida de Duncan Harris, um rapaz de 15 anos que está sempre a um passo de tomar uma decisão errada. Junto com Duncan mora com sua mãe, uma policial de estacionamento, que sonha em ser uma detetive, um dia e sempre tem que cuidar de Duncan; seu pai, que tenta ser uma figura paterna melhor para Duncan do que seu pai era para ele; sua irmã Kimberly, que é uma adolescente normal passando por fases normais da adolescência; e sua outra irmã asiática adotiva, Jing, que é uma criança inteligente de 5 anos que está sempre dando conselhos a Duncan. Mia é a crush intermitente de Duncan.